# Leonor González Mina

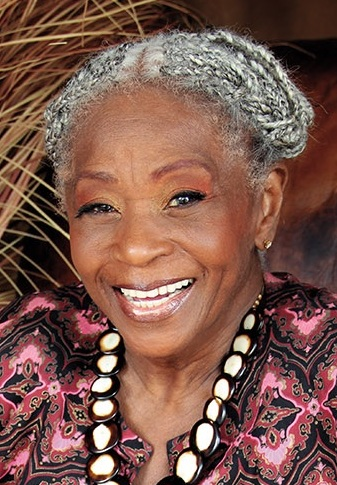
Leonor González Mina

Leonor González Mina (* 16. Juni 1934; † 27. November 2024) war eine Afro-Kolumbianische Musikerin und Schauspielerin, auch bekannt als "la Negra Grande de Colombia" ("Die große schwarze Frau von Kolumbien"). Sie ist bekannt für ihre Arbeit in verschiedenen Genres kolumbianischer Musik, einschließlich Bolero, Pasillo, Bambuco, und insbesondere Cumbia. Man kennt sie für Songs wie: "Mi Buenaventura", "Navidad Negra" und "Yo Me Llamo Cumbia".

## Leben und Karriere
Leonor González Mina wurde in Jamundí, Valle del Cauca, Kolumbien am 16. Juni 1934 geboren. Die musikalische Karriere von Leonor González Mina begann mit 18 Jahren, als sie sich dazu entschied von zuhause auszuziehen. Nach sechs Monaten trat sie als Tänzerin in einem Ballett vonDelia Zapata Olivella und ihrem Bruder Manuel auf, wobei sie vor einem Publikum in Paris darstellte. Mit dieser Tänzergruppe reiste sie international in Länder, u. a. nach China, Deutschland und die Soviet Union. Nachdem sie nach Kolumbien zurückkehrte, produzierte sie ihre erste Aufnahme mit dem Titel: "Cantos de mi tierra y de mi raza".
Leonor González Mina war eine Koryphäe für kulturelle Identität, Valle del Cauca und Kolumbien, welche über mehr als 60 Jahre hinweg mit erfolgreicher künstlerischer Karriere die Afro-Pazifische Kultur in viele Bereiche des Planeten trug. Sie demonstrierte eindrucksvoll die verschiedenen Rhythmen kolumbianischer Kultur von Cumbia bis zu Bambuco. Ihr Leben und ihre Arbeit sind ein Vermächtnis von musikalischer Identität und Nation. Zeit ihres Lebens nahm sie mehr als 30 Aufnahmen auf. 
1975 repräsentierte González Mina ihr Land in der vierten Edition des OTI Festival, welches in San Juan, Puerto Rico stattfand. Der Song, mit dem sie antrat, mit dem Titel "Campesino de ciudad" (Stadt Bauer), behandelt die Schwierigkeiten, welche Menschen ländlicher Regionen in Großstädten begegnen, die auf der Suche nach einem besseren Leben sind. Der Song, welcher eine traurige Realität in Latein-Amerika zusammenfasst, bewegte die Zuschauer und die Jury, wodurch sie den dritten Platz, gleichauf mit der Venezolanischen Teilnehmerin Mirla Castellanos erreichte.
Leonor González Mina schauspielerte auch in einer kolumbianischen Fernsehserie und nahm an der Parlamentswahl von 1998 teil, in der sie zur kameralen Repräsentantin für Bogotá für der Kolumbianischen Freiheitspartei ernannt wurde.
González Mina starb am 27. November 2024 im Alter von 90 Jahren.

## Songs
Einige ihrer Songs sind:
- Toto La Momposina - La Mar de Musicas (Cartagena)
- Liliana Montes-"Aguacerito llové" del álbum Corazón Pacífico
- Mi Buenaventura/Mi Peregoyo - Leonor González Mina by Mulato de Jesus Maria
- Navidad Negra- (Pescador de mi tierra) Leonor González Mina
- Simplemente la Negra Grande de Colombia -Soy de Buenaventura